# リキャップ

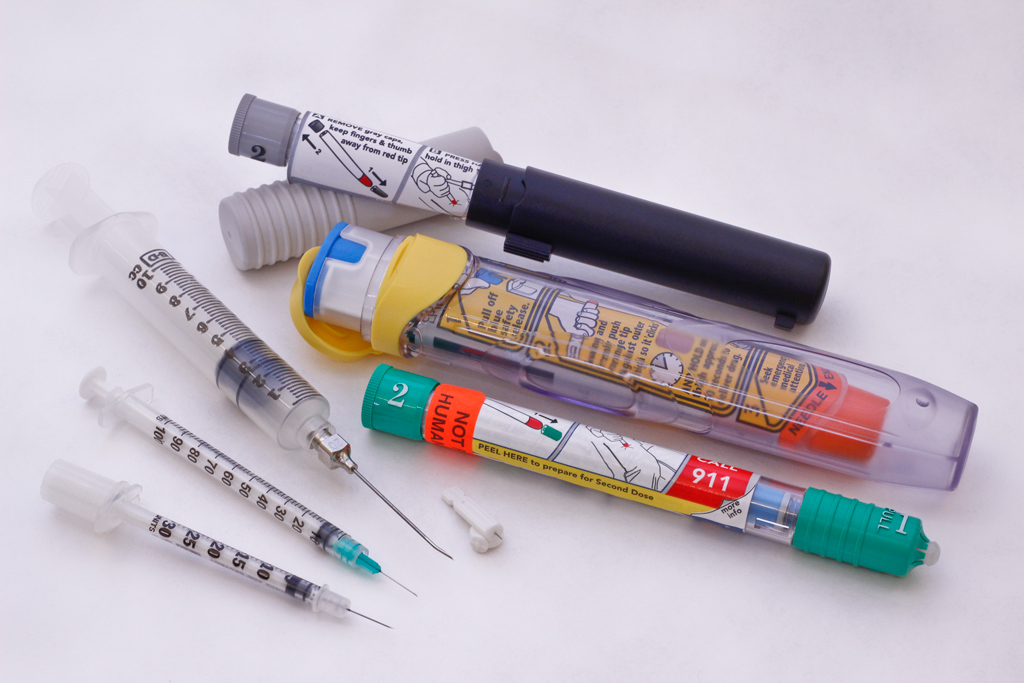
注射針

医療におけるリキャップ（英語: recap）とは、注射器から一度外したキャップ（蓋）を、使用後の針先に再び装着することである。医療従事者がリキャップをする際に、誤って自分に使用済みの注射針を刺して感染症に感染する、いわゆる針刺し事故が起きやすいことから、リキャップ時の針刺し事故を低減するための取り組みが行われている。

## 概要

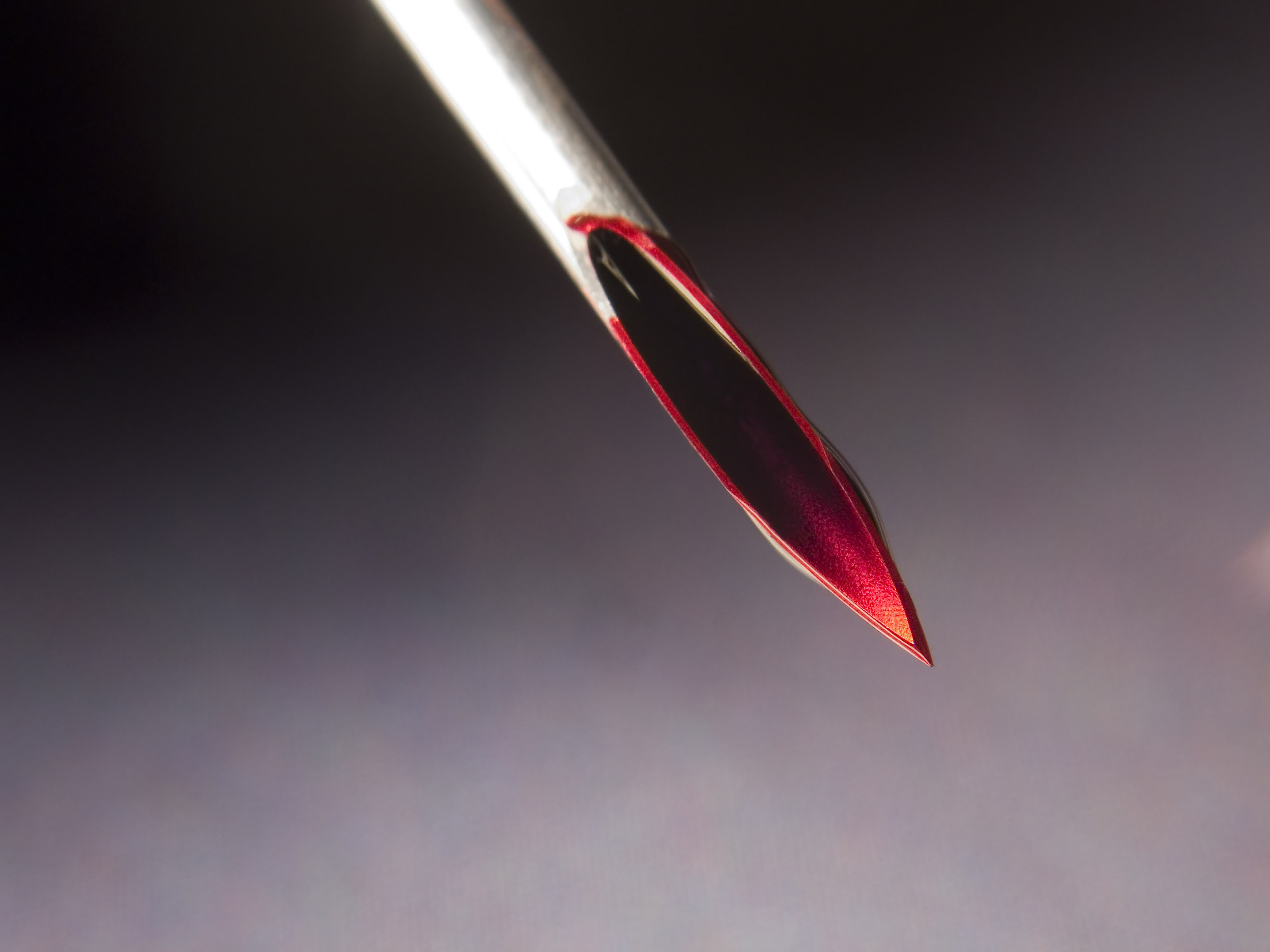
医療従事者の労災「針刺し事故」による肝炎等感染の原因となる使用済み注射針

エイズ治療拠点病院を対象とした1996年-1998年の調査によると、針刺し事故は計11,798件（病床100床あたり4件）発生しており、その発生状況はリキャップ時が26％と最も多く、中でも採血後のリキャップが最多であった。
針刺し事故によって患者に使用した後の注射針が刺さると、患者が感染症に感染している場合、血液感染が起こる可能性がある。日本においても、針刺し事故によるB型肝炎ウイルス（HBV）C型肝炎ウイルス（HCV）への感染や、ヒト免疫不全ウイルス（HIV）に感染し後天性免疫不全症候群（AIDS）を発症した例が報告されている（ただし、その原因がリキャップであるか否かは特定されていない）。
針刺し事故による感染率はHBVで最も高く6〜30％、HCVで1.8％、HIVで0.3％と報告されている。HBVは、特にHBe抗原陽性の場合に22〜31％と感染率が高く、HBe抗原陰性の場合の感染率は1〜6％と報告されている。

## 対策

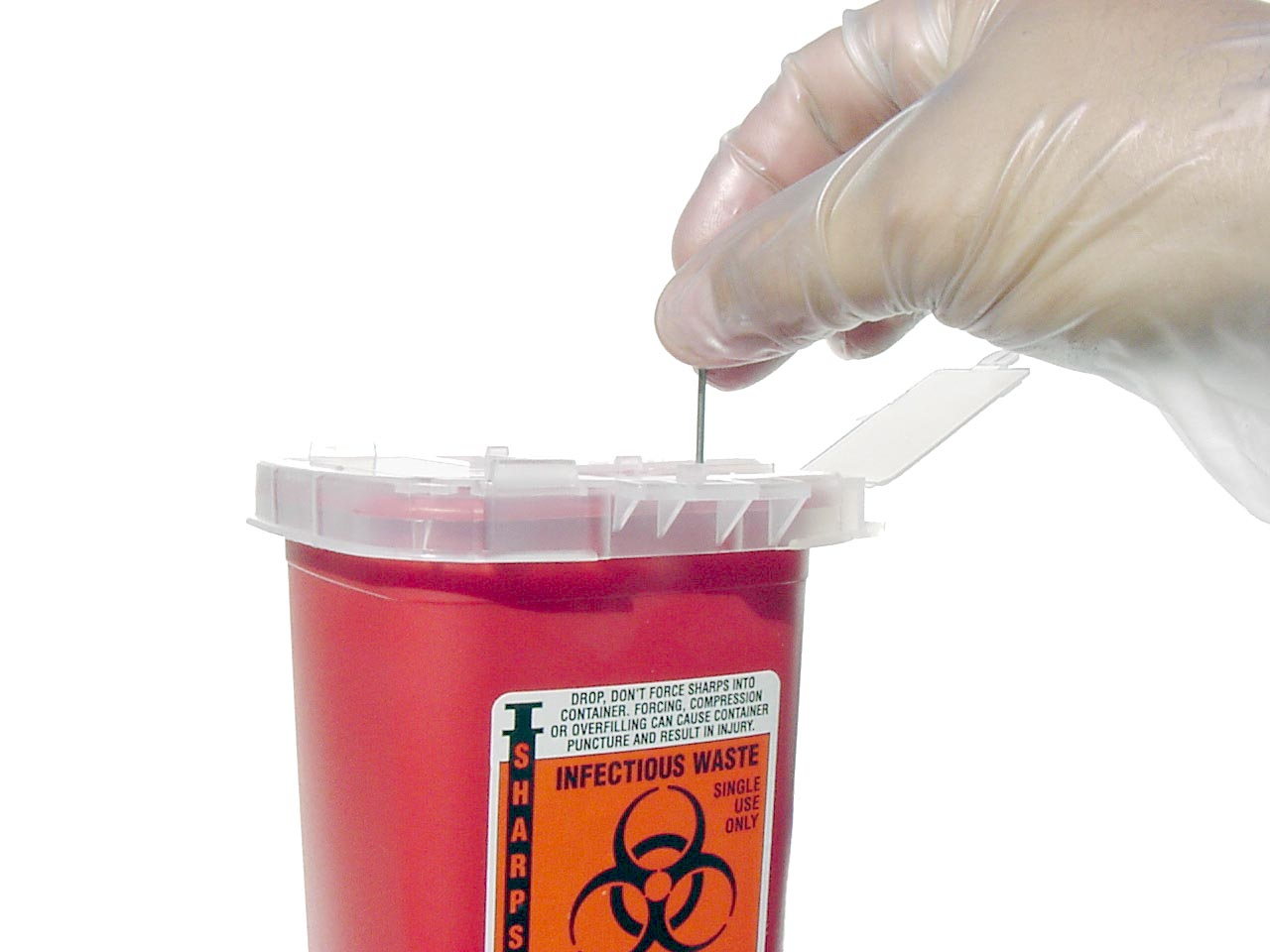
使用済み注射針はフタをせず（リキャップせず）直接専用のゴミ箱へ

リキャップ時の針刺し事故を低減するために、以下の対策が推奨されている。
- リキャップは原則として行わない。
- 使用後の注射針は、速やかに専用の容器に廃棄する。
- 針を捨てる容器は、容量の4分の3程度まで針が貯まったら処分する。
- リキャップを行う場合には、キャップを机上に置いたり、キャップスタンドなどを用いたりして、片手で注射針を把持して行う。一方の手に注射針を、もう一方の手にキャップを持ってリキャップすると、誤ってキャップ側の手に注射針を刺す事故が起こりやすいからである。
- 安全機材を使用する。